# Альварес де Толедо, Каэтана
Каэтана Альварес де Толедо-и-Перальта-Рамос (исп. Cayetana Álvarez de Toledo y Peralta-Ramos; род. 15 октября 1974, Мадрид) — 15-я маркиза Каса-Фуэрте, испанский журналист, историк и политик. Она также имеет аргентинское и французское гражданство. Политик Народной партии, она была депутатом Конгресса от Мадрида в 9-м и 10-м законодательных собраниях Генеральных кортесов, а с 2019 года она была депутатом от Барселоны в четырнадцатом законодательном собрании. Она является директором международного отдела FAES и была представителем на Конгрессе депутатов Народной парламентской группы до своего увольнения в августе 2020 года. Она является вторым вице-президентом Финансовой комиссии.

## Биография

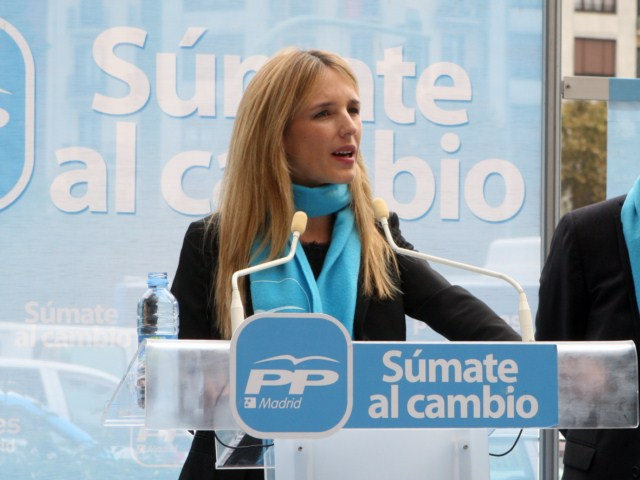
Фотография 2011 года.

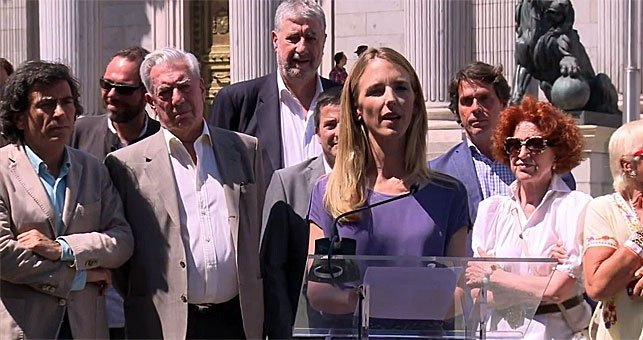
Каэтана Альварес де Толедо перед Конгрессом во время чтения «Манифеста свободных и равных».

Каэтана Альварес де Толедо-и-Перальта-Рамос родилась 15 октября 1974 года в Мадриде от отца-француза Хуана Иллана Альвареса де Толедо-и-Жиро, 14-го маркиза Каса-Фуэрте (1926—2012), и матери-аргентинки Патрисии Перальта-Рамос-и-Мадеро. Её отец, по словам самой Каэтаны, воевал на стороне французского Сопротивления во время Второй мировой войны после высадки в Нормандии в июне 1944 года. По материнской линии она происходит из аргентинской патрицианской семьи, происхождение которой восходит к началу XVI века, ко временам испанского владычества в Южной Америке.
Проведя первые годы своего детства в Лондоне, с семи лет она жила в Буэнос-Айресе, где посещала частную школу «Northlands». Затем она вернулась в Великобританию для учёбы в университете. Там она окончила факультет современной истории Оксфордского университета и там же получил докторскую степень, защитив диссертацию о епископе Хуане де Палафоксе, вице-короле Новой Испании, под руководством историка Джона Х. Эллиотта.
20 октября 2001 года она вышла замуж за каталонского бизнесмена (и своего двоюродного брата) Хоакина Гуэля Ампуэро (из семьи маркизов Комильяс и графов Гуэля), от брака с которым у неё родилось две дочери. 12 января 2018 года пара развелась.
После получения докторской степени в сентябре 2000 года, Каэтана переехала в Испанию, где стала одним из редакторов газеты «El Mundo».

## Политическая карьера
В 2006 году Каэтана была назначена начальником предвыборного штаба лидера Народной партии (НП) Анхеля Асебеса с задачей консультировать Асебеса в отношении политической стратегии, управлять его повесткой дня и координировать его выступления в парламенте.
Она получила испанское гражданство в 2007 году и успешно баллотировалась на всеобщих выборах 2008 года в качестве члена Народной партии от избирательного округа Мадрид, став членом парламента в 9-х Генеральных кортесах. Она работала заместителем пресс-секретаря парламентской группы Народной партии. В 2011 году она была переизбрана.
В результате смерти отца в Париже в 2012 году она унаследовала титул маркизы Каса-Фуэрте год спустя. Она является 15-й обладательницей титула.
В 2014 году она написала статью в «Financial Times», протестуя против сепаратистского направления, в котором, как считалось, движется каталонский национализм. В 2014 году она запустила конституционалистский манифест «Свободные и равные». Манифест отвергал все уступки каталонским националистам, стремившимся к независимости.
8 марта 2018 года в газетной статье она раскритиковала забастовку феминисток, проходившую в тот же день. В июне 2018 года она опубликовала статью после роспуска правительства Мариано Рахоя в результате вотума недоверия, спонсируемого PSOE. Она подтвердила, что по-прежнему является членом Народной партии, но голосовала за либеральную правоцентристскую партию Сьюдаданос и потребовала слияния двух партий.
15 марта 2019 года было объявлено, что она будет баллотироваться первой в списке PP на Конгрессе депутатов в округе Барселона на всеобщих выборах 28 апреля 2019 года . В результате выборов она стала членом нижней палаты, фактически вступив в должность 21 мая 2019 года . В июле лидер партии Пабло Касадо объявил, что она будет пресс-секретарём партии на 13-м Конгрессе депутатов. Она продолжала занимать эту должность в 14-м Съезде депутатов до 21 августа 2020 года.

## Награды
- 2006: Серебряный микрофон от Испанской профессиональной ассоциации журналистов прессы, радио, телевидения и Интернета.
- 2017: Премия гражданского общества, присуждённая Think Tank Civismo.

## Книги
- Álvarez de Toledo, Cayetana (2004). Politics and Reform in Spain and Viceregal Mexico: The Life and Thought of Juan De Palafox 1600—1659. Oxford: Oxford University Press.
- Álvarez de Toledo, Cayetana (2011). Juan de Palafox: Obispo y Virrey. Madrid: Centro de Estudios Europa Hispánica y Marcial Pons Ediciones de Historia. (prólogo de John Elliott; traducción de M. Bacells y J. C. Bayo)41
- Álvarez de Toledo, Cayetana (2021). Políticamente indeseable. Barcelona: Penguin Random House Grupo Editorial. ISBN 978-84-666-7002-9.